# Édouard Jaunez
Pour l’article homonyme, voir Edouard Jaunez.
Édouard Jaunez (1795-1876) est un entrepreneur messin, maire de Metz sous le Second Empire.

## Biographie
Issu d’une famille d’entrepreneurs, Édouard Jaunez naît à Metz le 6 mai 1795. Son père, Pierre-Sylvestre Jaunez était un notable connu de la ville. Après des études de mathématiques au lycée de Metz, le jeune Édouart suit les traces de son père, devenant lui aussi géomètre en chef du cadastre du département de la Moselle en 1825. En 1846, Édouard Jaunez est élu au Conseil municipal de Metz. Le 2 juin 1850, il est nommé maire provisoire de Metz. Nommé maire titulaire le 24 juillet 1852, Édouard Jaunez restera à ce poste jusqu'au 15 juillet 1854, date à laquelle il sera remplacé par Philippe Félix Maréchal. Sous son mandat, plusieurs travaux d’utilité publique furent menés à bien. Il reçut la Légion d'honneur après le Coup d'État du 2 décembre 1851. Élu conseiller général au suffrage universel en 1852, Édouard Jaunez sera aussi membre du Conseil général de la Moselle. Estimé de ses concitoyens, Édouard Jaunez s’éteignit à Corny-sur-Moselle le 5 novembre 1876, à l'âge de 81 ans.
Edouard Jaunez est l’oncle du maire de Sarreguemines et député allemand Edouard Jaunez.

## Sources
- H. de Saulières : Notice biographique sur M. Édouard Jaunez, géomètre en chef du cadastre du département de la Moselle, ancien maire de Metz, membre du Conseil général et du conseil municipal..., Extrait du biographe et l'historien, troisième volume, deuxième partie, Paris, 1856.